# Academia Tahuichi Aguilera
La Academia Tahuichi Aguilera es una institución boliviana formadora de jugadores de fútbol de la ciudad de Santa Cruz de la Sierra. Algunos de sus egresados jugaron en la Selección de fútbol de Bolivia, destacándose Marco Etcheverry, Erwin Sánchez y Luis Cristaldo.
El éxito de la Academia Tahuichi ha sido reconocido no solo en el mundo del fútbol; siendo una de las entidades más importantes en la formación de jugadores destacados del planeta y entre cuyos logros destaca el hecho de sumar más de 100 títulos de torneos juveniles internacionales ganados en varias partes del mundo, además de haber representado en más de una ocasión a Bolivia en sus categorías juveniles en torneos FIFA o Conmebol.
La academia organiza el Mundialito Tahuichi “Paz y Unidad” Sub-15 uno de los torneos preparatorios más importantes del mundo y en el que han participado equipos de la talla del FC Barcelona, Real Madrid o Bayern Munich.

## Historia
Fue fundada por el ingeniero Rolando Aguilera Pareja en Santa Cruz de la Sierra (Bolivia) el 1 de mayo de 1978, como una institución socio deportiva sin fines de lucro, destinada a la recreación sana y a la práctica del fútbol.
Lleva el nombre de "Tahuichi", en honor a su padre, Ramón Aguilera Costas, a quien cariñosamente le decían "Tahuichi" en su época, jugador del equipo "Florida", decano de fútbol en Santa Cruz, del cual fue su capitán y gestor en la época de los 40 y 50. “Tahuichi es un término del dialecto Tupí – Guaraní que quiere decir “Pájaro Grande”.
Entre 1971 y 1977 Aguilera vivió en el exilio de Bolivia por la dictadura militar de Hugo Bánzer Suárez. Residió en Washington, donde trabajó en el Banco Interamericano de Desarrollo (BID).
De regreso al país Aguilera contrató los servicios de un técnico llamado Dedé para enseñar a sus hijos  a jugar fútbol, a este grupo luego se sumaron los primos, amigos del barrio, y chicos de escasos recursos que gustaban del deporte. Luego se sumaron más y más niños, ante lo cual se necesitaron contratar más técnicos, canchas y secretarias, hasta que un día se vio la necesidad de crear una academia de fútbol.
Fundada La Academia “Tahuichi” Aguilera, pronto evolucionó debido a la enseñanza teórico y práctica del fútbol y, en 1979 ganó el título de Campeón Infantil Boliviano, fue el primer campeonato ganado por Tahuichi, posteriormente conquistó otros títulos en más veinte países de Europa, Estados Unidos, Asia y Latinoamérica.
El reconocimiento de la Tahuichi no solo es deportivo sino social ya que ha llegado a albergar  a cerca de 3000 niños provenientes de familias pobres, los cuales se recrean forman , y educan gratuitamente a través del fútbol.

### Distinciones

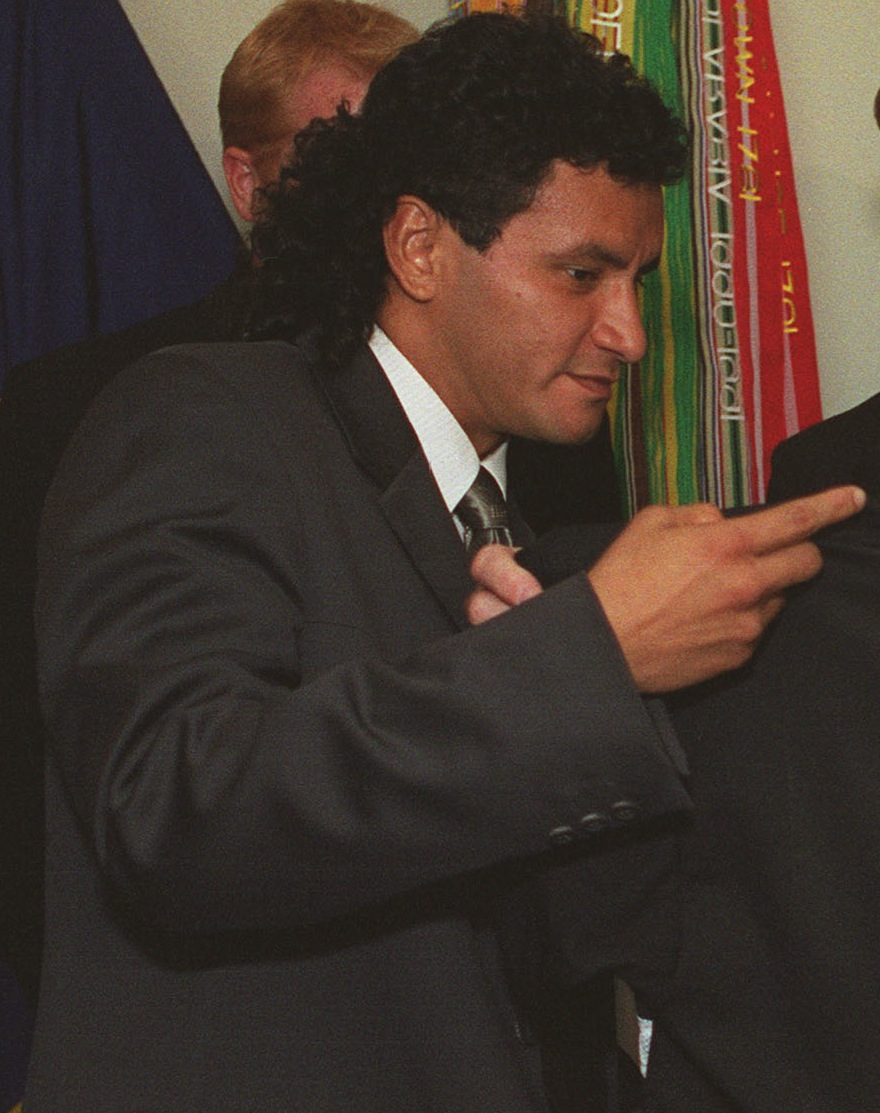
Marco Etcheverry fue formado en la Academia Tahuichi.

| N.º  | Año  | Distinción                                                                                       | Ciudad           | País                      |
| ---- | ---- | ------------------------------------------------------------------------------------------------ | ---------------- | ------------------------- |
| I    | 1982 | Condecoración del Cóndor de Los Andes (Máxima Condecoración del Estado Boliviano)                | La Paz           | Bandera de Bolivia        |
| II   | 1984 | Embajadora de la Juventud de América y Orgullo de los Países Miembros de la O.E.A.               | Washington D. C. | Bandera de Estados Unidos |
| III  | 1986 | Mensajera de Paz e Integración por los Campos Deportivos del Mundo del Acuerdo de Cartagena      | Lima             | Bandera de Perú           |
| IV   | 1993 | Embajadora de Buena Voluntad Contra las Drogas de NN.UU.                                         | Vienna           | Bandera de Austria        |
| V    | 1993 | Nominación al Premio Nobel de La Paz                                                             | Oslo             | Bandera de Noruega        |
| VI   | 1994 | Nominación al Premio Nobel de La Paz                                                             | Oslo             | Bandera de Noruega        |
| VII  | 1994 | Embajadora de la Juventud de Bolivia                                                             | La Paz           | Bandera de Bolivia        |
| VIII | 1995 | Fair Play International                                                                          | París            | Bandera de Francia        |
| X    | 1995 | Nominación al Premio Nobel de La Paz                                                             | Oslo             | Bandera de Noruega        |
| XI   | 1996 | Nominación al Premio Nobel de La Paz                                                             | Oslo             | Bandera de Noruega        |
| XII  | 1997 | Nominación al Premio Nobel de La Paz                                                             | Oslo             | Bandera de Noruega        |
| XIII | 1997 | Condecoración del Cóndor de Los Andes (Máxima Condecoración del Estado Boliviano)                | La Paz           | Bandera de Bolivia        |
| XIV  | 1998 | Nominación al Premio Nobel de La Paz                                                             | Oslo             | Bandera de Noruega        |
| XV   | 1999 | Institución del Siglo XX                                                                         | La Paz           | Bandera de Bolivia        |
| XVI  | 1999 | Notables del Siglo XX (Galardón entregado por la Revista Enfoques Dirigida por Dn. Cucho Vargas) | La Paz           | Bandera de Bolivia        |
| XVII | 2000 | Medalla de Oro de la Presidencia de la FIFA (Condecoración entregada por la FIFA)                | Santa Cruz       | Bandera de Suiza          |
| XV   | 2000 | Trofeo Olímpico del Siglo (Condecoración entregada por el Comité Olímpico Boliviano)             | La Paz           | Bandera de Bolivia        |
| XVI  | 2000 | Condecoración de la Orden del Honor al Mérito (Condecoración entregada por la CONMEBOL)          | Santa Cruz       | Bandera de Paraguay       |

## Palmarés
La academia ha ganado más de un centenar de títulos de fútbol juvenil e infantil pero además es gran dominador del fútbol juvenil en Bolivia.
- Primer campeonato "Copa Municipio de La Paz" Campeón 2012 La Paz - Bolivia
- Mundialito Copa de la Amistad Campeón 2011 Lima, Perú
- Mundialito Tahuichi “Paz y Unidad”  Campeón 2010, 2007, 2004, 2003, 2001, 1998,	Santa Cruz, Bolivia
- Mundialito Estiva Gerbi Campeón 2008 Campinas, Brasil
- Copa Olimpia	Campeón	2008	Asunción, Paraguay
- Copa Vacaciones de Invierno Club Olimpia Campeón 2007, 2006, 1996	Asunción, Paraguay
- Copa Estiva Gerbi	Campeón 2007	Brasil
- Copa Valinhos	Campeón 2006 Brasil
- Copa Transredes Campeón 2006 Pocito, Argentina
- Copa Torito de Chiclana	Campeón	2006	Argentina
- Copa Semillitas	Campeón 2005	Argentina
- Copa Vinhedo	Campeón 2004,2002, 2001	Brasil
- Copa Santa Catarina	Campeón 2004, 2001, 2000, 1999, 1998, 1997	*Camboriu, Brasil
- Mundialito Copa Caracas Campeón 2003 Caracas, Venezuela
- Pórtland Cup Campeón 2003 Estados Unidos
- Copa Joao Havelange Sub-17 Subcampeón 2002 Río de Janeiro, Brasil
- Renaissance Cup (Saint Benedict´s) Campeón 2001, 2000, 1998, 1995, 1994 New Jersey, USA
- Tivoli Cup Campeón 2001, 2000	Copenhague, Dinamarca
- Gothia Cup	Campeón 2001, 1999, 1997, 1996, 1995, 1993, 1990, 1988, 1984 Gotemburgo, Suecia
- Niños Mártires “Acosta Ñu”	Campeón 2000, 1999 Asunción, Paraguay
- Dana Cup Campeón 1999, 1997, 1992 Frederikshavn, Dinamarca
- Copa La Serena	Campeón 1999, 1009 Serena, Chile
- Copa Nike Campeón 1998 Buenos Aires, Argentina
- Mundial Adidas 4x4	Campeón 1998 París, Francia
- Mundial Nike	Subcampeón 1998 París, Francia
- Sun Bowl Cup Campeón 1998, 1980 Tampa, Estados Unidos
- Mundialito de Clubes	Campeón 1997 Palmas Gran Canaria, España
- Sudamericano Campeón 1997 Jujuy, Argentina
- Dallas Cup Campeón 1996, 1990, 1989, 1988, 1997 Dallas, Estados Unidos
- Brondby Cup Campeón 1996 Conpenhague, Dinamarca
- Tournée Gira Invicta 1996 Suiza, Luxemburgo, Lichtentein
- Helsinki Cup Campeón 1995, 1989, 1988 Helsinki, Finlandia
- Tournée Gira Invicta 1994 Holanda, Alemania
- San Francisco Cup 1994 San Francisco, Estados Unidos[5]
- Dana Cup Campeón 1993, 1990 Hjörring, Dinamarca
- Ian Rush Tournament Campeón 1991 País de Gales
- Tournée Gira Invicta 1990, 1989, 1988 Cuba, URSS
- Holland Cup Campeón 1990 Ámsterdam, Holanda
- Birmingham Cup Campeón 1989 Birmingham, Inglaterra
- Hatters Cup Campeón 1989 Londrés, Inglaterra
- Copa Pelé Subcampeón 1987 San Pablo, Brasil
- Mundial FIFA Sub-17	Participación 1987 Toronto, Canadá
- Sudamericano FIFA (U-16) Campeón 1986 Lima, Perú
- Mundial FIFA Sub-16	Participación 1985 Pekín, China
- Santander Cup Campeón 1984 Santander, España
- Tournée Gira Invicta 1983 Estados Unidos
- Latinoamericano Campeón 1982 Buenos Aires, Argentina
- Mundialet Campeón 1982 Barcelona, España
- Sudamericano Campeón 1982 Santa Cruz, Bolivia
- Mundialito “River Plate” Campeón 1981 Buenos Aires, Argentina
- Panamericano Campeón 1981 Alegrete, Brasil
- Sudamericano Campeón 1980 Buenos Aires, Argentina

### Torneos regionales
- Liga de Desarrollo sub-16 femenino (1): 2017[6]
- Liga de Desarrollo sub-14 femenino (1): 2017

### Cuadro de Campeones Mundialito Paz y Unidad
| Año            | Campeón                                                            | Subcampeón                                                         |
| -------------- | ------------------------------------------------------------------ | ------------------------------------------------------------------ |
| 1996           | Real Madrid                                                        | Academia Tahuichi Aguilera                                         |
| 1997           | Florida                                                            | Vélez Sarsfield                                                    |
| 1998           | Academia Tahuichi Aguilera                                         | La Chelona                                                         |
| 1999           | Atlas                                                              | Florida                                                            |
| 2000           | Atlas                                                              | Emelec                                                             |
| 2001           | Academia Tahuichi Aguilera                                         | Atlas                                                              |
| 2002           | Costa Rica Sub-15                                                  | Academia Tahuichi Aguilera                                         |
| 2003           | Academia Tahuichi Aguilera                                         | Paraguay Sub-15                                                    |
| 2004           | Academia Tahuichi Aguilera                                         | River Plate                                                        |
| 2005           | Danubio FC                                                         | Atlas                                                              |
| 2006           | Danubio FC                                                         | Atlas                                                              |
| 2007           | Academia Tahuichi Aguilera                                         | Danubio FC                                                         |
| 2008           | Paraguay Sub-15                                                    | Academia Tahuichi Aguilera                                         |
| 2009           | Uruguay Sub-15                                                     | Academia Tahuichi Aguilera                                         |
| 2010           | Academia Tahuichi Aguilera                                         | Cerro Porteño                                                      |
| 2011           | Colombia Sub-15                                                    | Uruguay Sub-15                                                     |
| 2012           | Nacional                                                           | Colombia Sub-15                                                    |
| 2013           | Colombia Sub-15                                                    | Cerro Porteño                                                      |
| 2014           | Academia Tahuichi Aguilera                                         | Guaraní                                                            |
| 2015           | Colombia Sub-15                                                    | Academia Tahuichi                                                  |
| 2016           | Academia Tahuichi Aguilera                                         | Danubio FC                                                         |
| 2017           | São José                                                           | Millonarios                                                        |
| 2018           | Academia Tahuichi Aguilera                                         | São José                                                           |
| 2019           | Academia Tahuichi Aguilera                                         | Guaraní                                                            |
| 2020           | Academia Tahuichi Aguilera                                         | Deportivo Santaní                                                  |
| 2021,2022,2023 | NO HUBO POR PANDEMIA DE COVID 19 Y PROTESTAS DE SANTA CRUZ DE 2022 | NO HUBO POR PANDEMIA DE COVID 19 Y PROTESTAS DE SANTA CRUZ DE 2022 |
| 2024           | Academia Cantolao                                                  | Puerto Cabello                                                     |